# Campañas antárticas de Argentina (1980 a 1989)
Las Campañas antárticas de Argentina (1980 a 1989) forman parte de las campañas que realiza Argentina en el continente blanco desde 1947.

## Campañas antárticas de verano

### Campaña 1979-1980
Participaron el nuevo rompehielos ARA Almirante Irízar, transporte ARA Bahía Aguirre y aviso ARA Francisco de Gurruchaga.
El 30 de enero de 1980 fue inaugurada la Base Belgrano III. La Comisión Nacional de Investigaciones Espaciales realizó lanzamientos de globos meteorológicos que llevaban radiosondas. La Dirección Nacional del Antártico comenzó las tareas de conservación de la cabaña (Refugio Suecia) que fuera construida en la isla Cerro Nevado durante la Expedición Antártica Sueca del Dr. Otto Nordenskjöld (1901-1903).

### Campaña 1980-1981
Participaron el rompehielos ARA Almirante Irizar y el transporte ARA Bahía Aguirre.
En el buque de investigaciones pesqueras Dr. Eduardo Holmberg se llevó a cabo el Primer Experimento Internacional BIOMASS (FIBEX).

### Campaña 1981-1982
Participaron el rompehielos ARA Almirante Irizar y el transporte ARA Bahía Paraíso.

### Campaña 1982-1983
Participaron el rompehielos ARA Almirante Irizar y el transporte ARA Bahía Paraíso.
Se realizaron investigaciones de: hidro-oceanografía, glaciología, geología, meteorología y geomagnetismo. Se desarrolló el programa del FIBEX con el buque de investigaciones pesqueras Santa Rita.

### Campaña 1983-1984

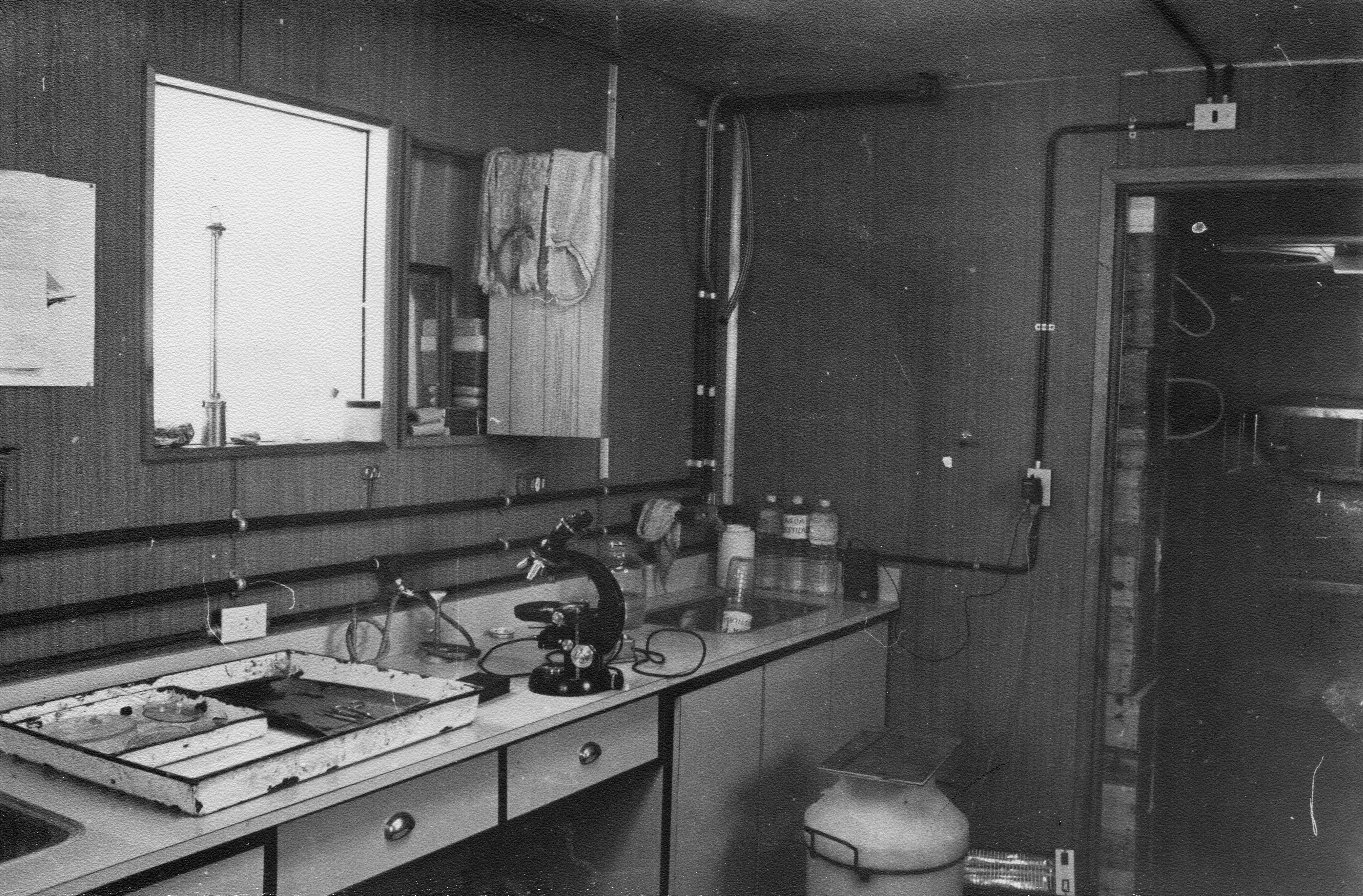
Laboratorio de la base Carlini, en ese entonces Jubany (1984).

Participaron el rompehielos ARA Almirante Irizar y el transporte ARA Bahía Paraíso.
Se debió evacuar la Base Belgrano III, quedando inactiva. Entre las investigaciones realizadas, estuvieron tareas hidro-oceanográficas y un relevamiento sísmico de la plataforma submarina en el borde oriental de la Península Antártica. El IAA trabajó con los programas Geoantar, Quimioceantar, Oceantar, Bioceantar y Museoantar.
El 12 de abril de 1984 un incendio destruyó la mayor parte de la Base Almirante Brown, por lo que su dotación fue evacuada con la ayuda del buque estadounidense Hero hacia Ushuaia.

### Campaña 1984-1985
Participaron el rompehielos ARA Almirante Irizar y el transporte ARA Bahía Paraíso.
Se efectuaron observaciones de radiación solar, balizamientos y el IAA trabajó para determinar la convergencia subtropical antártica y la divergencia antártica.

### Campaña 1985-1986
Participaron el rompehielos ARA Almirante Irizar y el transporte ARA Bahía Paraíso.
Participaron 107 investigadores en diversas investigaciones: biología, geofísica, geología, oceanografía, química, contaminación y arqueología. Se investigó la posible contaminación por hidrocarburos, utilizando 25 estaciones oceanográficas. Reconocimientos de salinidad y temperatura de profundidad fueron realizados por medio del buque oceanográfico estadounidense Melville. Se continuó la reconstrucción de la cabaña de la expedición Nordenskjold. El ARA Bahía Paraíso realizó luego un viaje turístico a la Antártida.

### Campaña 1986-1987
Participaron el rompehielos ARA Almirante Irizar y el transporte ARA Bahía Paraíso.
Entre el 9 de diciembre y el 25 de enero el ARA Bahía Paraíso realizó cuatro cruceros turísticos a la Antártida.

### Campaña 1987-1988
Participaron el rompehielos ARA Almirante Irizar y el transporte ARA Bahía Paraíso.
El Instituto Antártico Argentino prosiguió con los programas de ciencias de la tierra y el mar, el Servicio Meteorológico Nacional realizó observaciones meteorológicas, glaciológicas y de radiación solar y el Servicio de Hidrografía Naval realizó tareas oceanográficas.
Entre el 8 de diciembre y el 29 de enero el ARA Bahía Paraíso realizó cuatro cruceros turísticos a la Antártida.

### Campaña 1988-1989
Participaron el rompehielos ARA Almirante Irizar y el transporte ARA Bahía Paraíso.
Fue reconstruido el refugio Puerto Moro en la bahía Esperanza. El 28 de enero de 1989 el ARA Bahía Paraíso encalló en una roca sumergida en el estrecho de Bismarck, cerca de la Base Palmer de Estados Unidos, aunque logró salir de la varadura se hundió el 31 de enero en las cercanías.
En el hundimiento, además del buque en sí, se perdieron dos helicópteros pesados Agusta AS-61D Sea King, utilizados para efectuar maniobras de reabastecimiento aéreo de las bases antárticas, además de otros tipos de vuelos como: reconocimiento glaciológico, transporte de personal científico, rescates y salvatajes, etc.
A pesar de contar con una cuantiosa tripulación en el momento del siniestro, personal científico que se dirigía hacia las bases y turistas a bordo, no hubo bajas humanas.